# Harry Potter i el misteri del Príncep (pel·lícula)
Harry Potter i el misteri del príncep (títol original en anglès: Harry Potter and the Half-Blood Prince) és la sisena pel·lícula de les aventures de Harry Potter i està basada en la novel·la del mateix nom, Harry Potter i el misteri del príncep, escrita per J.K. Rowling. La seva estrena estava programada pel 21 de novembre del 2008 al Regne Unit i als Estats Units, però va ser canviada pel 17 de juliol de 2009 i posteriorment, va ser altre cop canviada pel 15 de juliol de 2009. Està dirigida per David Yates, i Steve Kloves va tornar a ocupar-se del guió després de no haver participat en la pel·lícula anterior, Harry Potter i l'orde del Fènix. El rodatge va començar el 17 de setembre del 2007 i es va acabar el 17 de maig del 2008. Com pel·lícules anteriors, s'estrenarà alhora en cinemes convencionals i en sales IMAX 3-D. Aquesta pel·lícula ha estat doblada i subtitulada al català.

## Argument
Voldemort ha reforçat la seva presència tant en el món muggle com en el màgic i Hogwarts ja no és el refugi segur que algun cop va ser. En Harry sospita que els perills podrien estar fins i tot dins del castell, però en Dumbledore està més preocupat en preparar-lo per a la batalla final que sap està prop. Junts treballen per a trobar la forma de derrotar les defenses de Voldemort, i, per això, Dumbledore recluta el seu vell amic i col·lega, el professor Horaci Llagot, qui creu que té informació crucial. Mentrestant, els estudiants estan sota l'atac d'un adversari molt diferent, quan les hormones adolescents corren a través de les murades. En Harry se sent cada vegada més atret a la Ginny, però també s'hi sent en Dean Thomas. La Lavender Brown ha decidit que en Ron és per a ella, però no ha comptat amb les xocolates de la Rosana Vana! L'Hermione, plagada per la gelosia, està decidida a no mostrar els seus sentiments. Entre el florescent romanç, un estudiant es manté al marge. Ell està determinat a deixar la seva marca, una fosca. L'amor està en l'aire, però la tragèdia està prop i Hogwarts no serà mai el mateix una altra vegada.

## Repartiment

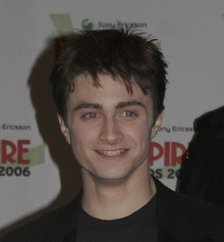
Daniel Radcliffe torna com Harry Potter, personatge que ha interpretat des de la primera pel·lícula de la saga.

- Daniel Radcliffe com Harry Potter, que entra al seu sisè any a Hogwarts, amb el món màgic en guerra.[7]
- Rupert Grint com Ron Weasley, el millor amic de Harry.[7] Comença una relació amb Lavender Brown.[8]
- Emma Watson com Hermione Granger, una de les millors amigues de Harry.[7] Watson considerà no participar en la sisena pel·lícula,[9] però després afirmà que "no suportaria veure ningú més interpretant Hermione".[10]
- Michael Gambon com Albus Dumbledore,[11] el mag llegendari i director de Hogwarts.
- Jim Broadbent com Horaci Llagot, el nou professor de pocions. Broadbent va descriure el seu personatge como "còmic",[12] mentre que Radcliffe va mencionar que "la seva tragèdia guanyaria a la comèdia".[13]
- Alan Rickman com Severus Snape,[11] el professor de pocions que per fi obté el lloc de professor de Defensa Contra les Arts Obscures.
- Tom Felton com Draco Malfoy,[11] un company de Harry, de qui Harry creu que està realitzant una tasca per a Lord Voldemort. L'actor Tony Coburn actua de Lucius Malfoy, el pare de Draco, en un flashback de Hogwarts.
- Bonnie Wright com Ginny Weasley,[11] la germana de Ron, de qui Harry s'enamora.
- Jessie Cave com Lavender Brown, la promesa de Ron. Emma Watson la va descriure com "perfecta pel paper." El càsting es va realitzar l'1 de juliol de 2007, on van anar més de 7.000 aspirants. Yates provà Rupert Grint amb 5 possibles Lavender, llegint certs diàlegs i donant-se un petó per veure quina parella tenia més química.[8]
- Hero Fiennes Tiffin i Frank Dillane com Tod Rodlel, els nois que fan Lord Voldemort als onze anys i a l'adolescència, respectivament.[11] Hero Fiennes Tiffin és el nebot de 9 anys de Ralph Fiennes, qui actua de Lord Voldemort a la quarta i cinquena pel·lícula.[14]
- Helen McCrory com Narcisa Malfoy, la mare de Draco Malfoy i germana de Bellatrix Lestrange. McCrory havia estat contractada per a actuar com Bellatrix Lestrange a Harry Potter i l'orde del Fènix, però va renunciar per estar embarassada.[15]
- Helena Bonham Carter com Bellatrix Lestrange, germana de Narcissa Malfoy, tia de Draco Malfoy, cosina de Sirius Black i una cavalleressa de la mort principal.[11]
- Matthew Lewis com Neville Longbottom,[11] un amic de Harry, Ron i Hermione.
- Evanna Lynch com Luna Lovegood,[11] amiga de Harry, Ron, Hermione i Ginny.
- Robbie Coltrane com Rubeus Hagrid,[11] el guardià de les claus de Hogwarts i professor de Cura de Criatures Màgiques.
- Maggie Smith com Minerva McGonagall,[11] subdirectora del col·legi i governanta de Gryffindor.
- David Thewlis com Remus Lupin,[11] un home llop, membre de l'Orde del Fènix i antic professor de Defensa Contra les Arts Obscures.
- Natalia Tena com Nymphadora Tonks,[11] una membre de l'Orde del Fènix.
- Timothy Spall com Peter Pettigrew, un cavaller de la mort principal.[16]
- Mark Williams i Julie Walters com Arthur Weasley i Molly Weasley respectivament,[11][17] els pares de Ron.
- Warwick Davis com Filius Flitwick, el professor d'Encantaments de Hogwarts.
- David Bradley com Argus Filch, como celador del col·legi Hogwarts.
- Katie Leung com Cho Chang, ex-promesa de Harry Potter.
- Dave Legeno com Fenrir Greyback, home llop que actua sota les ordres de Lord Voldemort.
- Ralph Ineson com Amycus Carrow, un cavaller de la mort.
- Alfred Enoch com Dean Thomas.

## Producció
Abans que li oferissin la direcció a David Yates, el director de Harry Potter i l'orde del Fènix, molts altres directors havien estat considerats per a dirigir aquesta pel·lícula. Alfonso Cuarón, director de la tercera pel·lícula, va dir que li "encantaria tornar" per a dirigir una pel·lícula més de la saga. També se li va oferir el projecte a Guillermo Del Toro però aquest ho va rebutjar pel fet que es trobava en la filmació de Hellboy II.
Des de febrer de 2007, abans d'estrenar-se la cinquena pel·lícula, Stuart Craig, el dissenyador de producció de totes les pel·lícules, va començar a dissenyar sets, com el de la cova i la Torre d'Astronomia, on el clímax de la novel·la pren lloc.
Yates va notar que alguns esdeveniments de Harry Potter i les relíquies de la Mort podrien influenciar en l'escriptura del guió, i que no haurà tants records com en el llibre. Quidditch apareixerà en la pel·lícula, des de la seva absència a partir de la tercera. Rowling havia llegit un passatge del guió, escrit per Steve Kloves, on Dumbledore esmentava a un amor femení passat, i ho va ratllar, escrivint en el marge, "Dumbledore és gai", qüestió que va explicar més endavant. Només uns dies després del final de la filmació, el 24 de maig de 2008, l'actor Robert Knox que va interpretar el paper de Marcus Belby va morir assassinat a ganivetades en una disputa al carrer.